# Leucodon sohayakiensis
Leucodon sohayakiensis là một loài Rêu trong họ Leucodontaceae. Loài này được H. Akiy. mô tả khoa học đầu tiên năm 1988.